# Histoire évolutive des lémuriformes

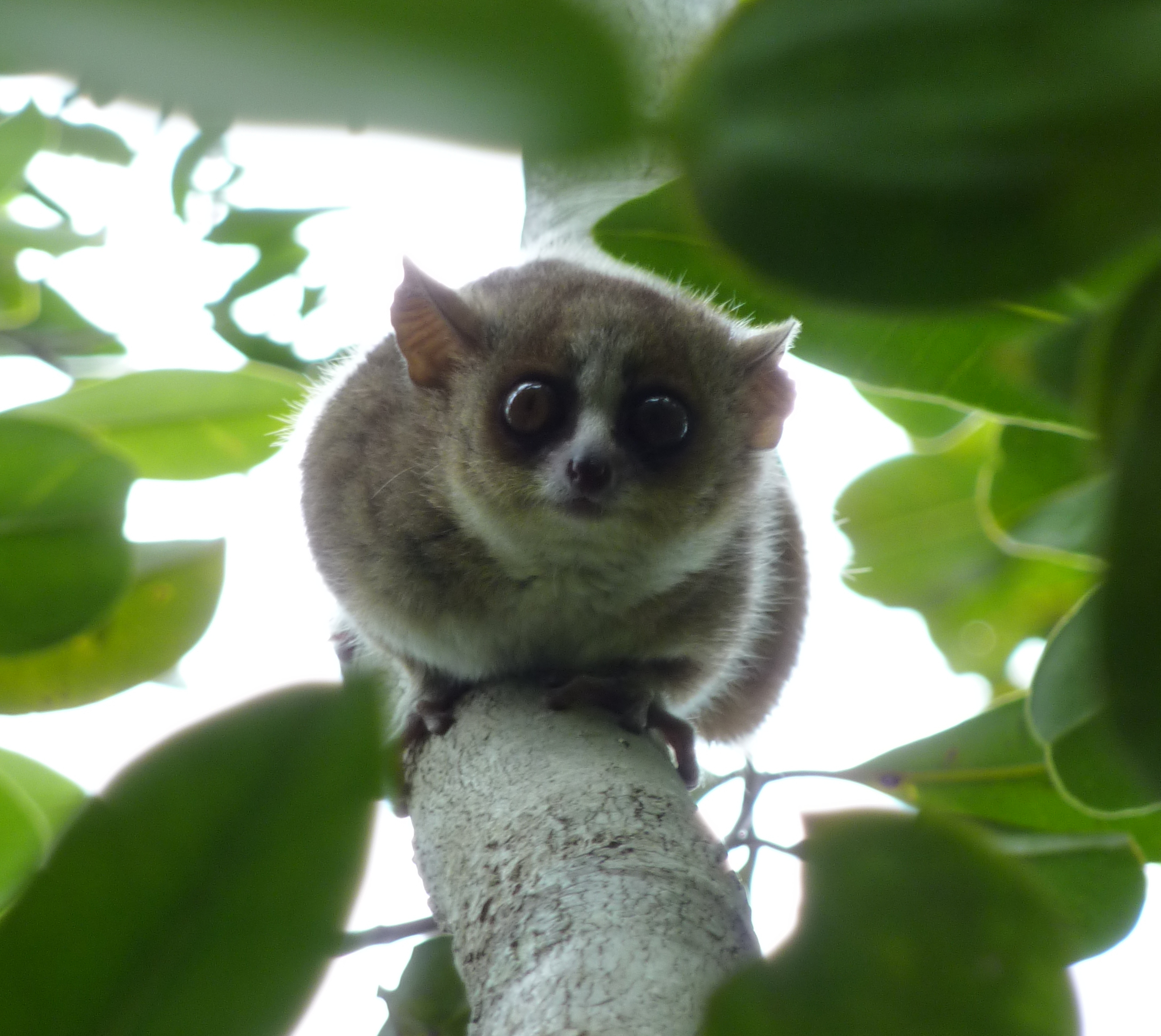
Les microcèbes (ici Microcebus rufus), plus petits primates du monde, ont vécu isolés avec les autres lémuriformes sur l'île de Madagascar.

Vous lisez un « article de qualité » labellisé en 2011.
L'histoire évolutive des lémuriformes s'est déroulée indépendamment de celle des autres primates, après leur isolement sur l'île de Madagascar, depuis au moins 40 Ma. Les lémuriformes ou lémuriens sont des primates prosimiens appartenant au sous-ordre des strepsirrhiniens qui bifurqua des autres primates il y a environ 63 Ma. Ils partagent certains traits avec les premiers primates et sont donc souvent considérés à tort comme les ancêtres des singes actuels et des humains. En fait, ils ressemblent simplement aux primates ancestraux.
On considère que l'évolution des lémuriens, en tant que tels, a commencé au cours de l'Éocène, ou même plus tôt, partageant un proche ancêtre commun avec les lorisiformes. Les fossiles du continent africain et certaines études sur l'ADN nucléaire suggèrent que les lémuriens sont arrivés à Madagascar il y a 40 à 52 Ma mais d'autres recherches en phylogénie moléculaire, notamment sur le génome mitochondrial donnent une période plus ancienne, se situant entre il y a 62 à 65 Ma. L'hypothèse la plus probable de leur origine sur l'île est qu'une population de lémuriens primitifs aurait traversé le canal du Mozambique, emportée depuis l'Afrique par un radeau de végétation, même si des hypothèses de ponts terrestres et de passage d'île en île ont également été proposées. La période et le nombre hypothétique de colonisations sont traditionnellement basés sur les affinités phylogénétiques de l'aye-aye, le membre de loin le plus primitif du clade des lémuriens malgaches.
Évoluant seuls sur Madagascar, les lémuriens se sont diversifiés jusqu'à occuper de nombreuses niches écologiques normalement remplies par d'autres types de mammifères. Ils comprennent les plus petits primates au monde et comprenaient autrefois certains des plus grands. Depuis l'arrivée des humains, il y a 2 000 ans environ, ils ont vu leur territoire progressivement limité à 10 % de l'île, soit environ 60 000 km2, et beaucoup sont menacés d'extinction. Pour cette raison, les chercheurs ont essayé d'identifier et d'évaluer toutes les espèces. Depuis les années 1980, il y a eu une forte augmentation du nombre d'espèces et de sous-espèces de lémuriens reconnues, à la fois par la découverte de nouvelles espèces et l'élévation de sous-espèces existantes au niveau d'espèces à part entière. En 2011, on compte près d'une centaine d'espèces ou sous-espèces de lémuriens qui sont divisées en cinq familles et quinze genres. Si les lémuriens subfossiles éteints y étaient inclus, il faudrait y ajouter trois autres familles, huit genres et dix-sept espèces. Cette augmentation du nombre d'espèces est à la fois due à l'amélioration de l'analyse génétique mais aussi à la volonté d'encourager la protection des populations de lémuriens. Toute la communauté scientifique n'appuie pas ces changements taxonomiques, certains préférant une estimation de 50 espèces vivantes.

## Classification phylogénétique
Phylogénie des infra-ordres actuels de primates, d'après Perelman et al. (2011) :
|  | Simiiformes (singes)    |
|  |                         |
|  | Tarsiiformes (tarsiers) |
|  |                         |

|  | Lorisiformes (loris, galagos…)                                                          |
|  |                                                                                         |
|  | \| \| Chiromyiformes (l'aye-aye) \| \| \| \| \| \| Lemuriformes (lémuriens) \| \| \| \| |
|  |                                                                                         |
|  | Chiromyiformes (l'aye-aye)                                                              |
|  |                                                                                         |
|  | Lemuriformes (lémuriens)                                                                |
|  |                                                                                         |

|  | Chiromyiformes (l'aye-aye) |
|  |                            |
|  | Lemuriformes (lémuriens)   |
|  |                            |

|  | Simiiformes (singes)    |
|  |                         |
|  | Tarsiiformes (tarsiers) |
|  |                         |

|  | Lorisiformes (loris, galagos…)                                                          |
|  |                                                                                         |
|  | \| \| Chiromyiformes (l'aye-aye) \| \| \| \| \| \| Lemuriformes (lémuriens) \| \| \| \| |
|  |                                                                                         |
|  | Chiromyiformes (l'aye-aye)                                                              |
|  |                                                                                         |
|  | Lemuriformes (lémuriens)                                                                |
|  |                                                                                         |

|  | Chiromyiformes (l'aye-aye) |
|  |                            |
|  | Lemuriformes (lémuriens)   |
|  |                            |

## Histoire évolutive

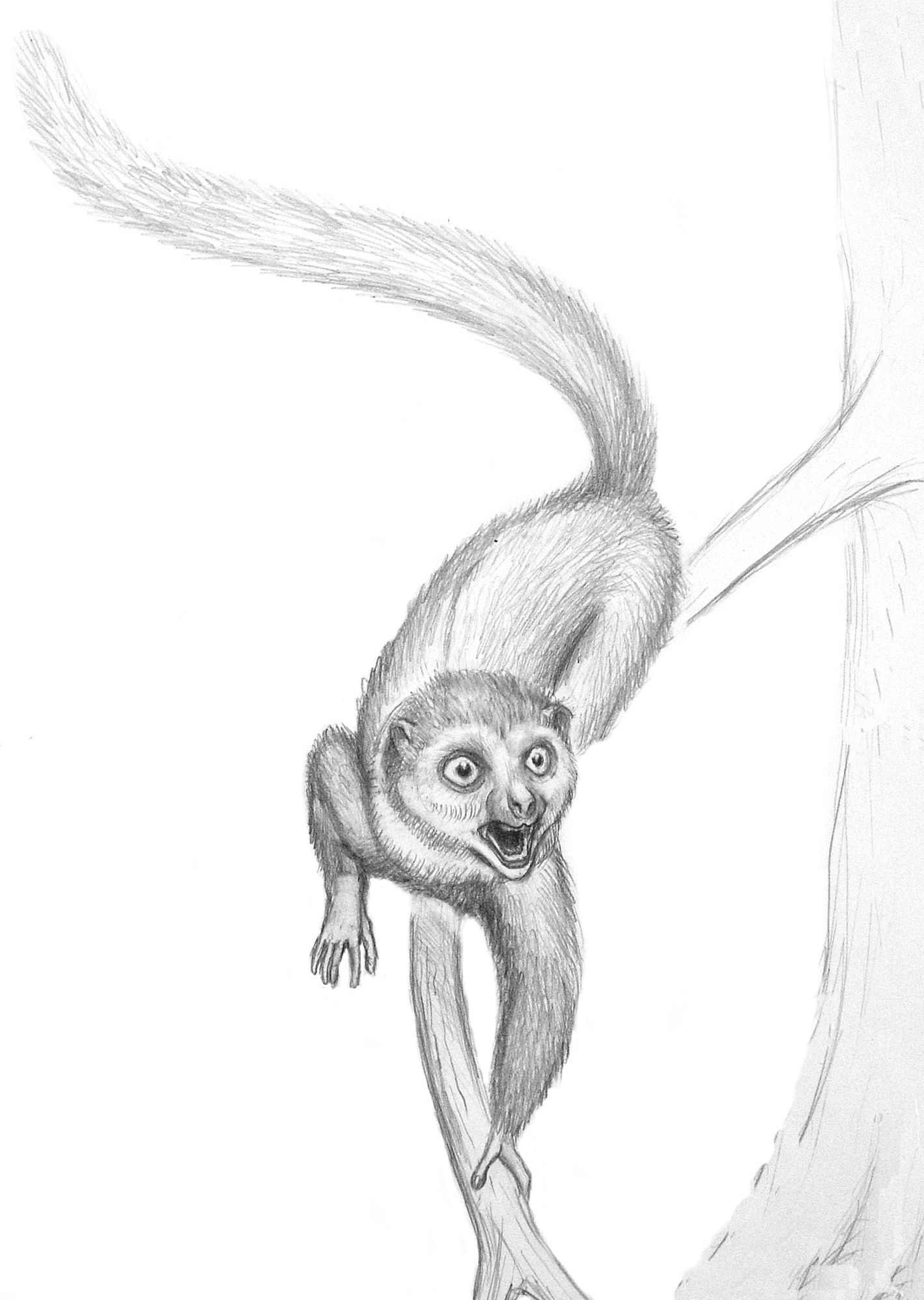
Reconstitution de Darwinius masillae, un primate primitif partageant des caractères de prosimiens et de simiens.

Les lémuriens sont des primates prosimiens appartenant au sous-ordre des strepsirrhiniens. Comme d'autres primates strepsirrhiniens, tels les loris, pottos et galagos, ils partagent des traits ancestraux avec les premiers primates. En ce sens, les lémuriens sont généralement mais à tort confondus avec les primates primitifs. Cependant les lémuriens n'ont pas donné naissance aux haplorrhiniens (les « singes » lato sensu) mais ont évolué de façon indépendante sur l'île de Madagascar.
Les primates ont commencé à évoluer quelque part entre le Crétacé moyen et le début du Paléocène, soit sur le supercontinent Laurasia soit en Afrique. Selon les résultats des études d'horloge moléculaire, le plus ancien ancêtre commun de tous les primates a vécu il y a environ 79,6 Ma, alors que les premiers primates fossiles connus ne datent que de 54 à 55 Ma. Les plus proches parents des primates sont les plésiadapiformes aujourd'hui disparus, les dermoptères modernes (parfois présentés à tort comme des « lémuriens volants ») et les scandentiens. Certains des plus anciens primates connus sont représentés par les groupes fossiles des omomyidés, des éosimiidés et des adapiformes.
Les relations entre les familles de primates fossiles connues restent incertaines. Une estimation prudente de la divergence des haplorrhiniens (qui regroupent tarsiers, singes et êtres humains) et des strepsirrhiniens remonte entre 58 et 63 Ma mais un consensus se dégage pour placer les tarsiers à proximité des omomyidés, tandis que les éosimiidés donneraient naissance aux simiens (haplorrhinés non-tarsiers) et les adapiformes donneraient les strepsirrhiniens modernes, dont les lémuriens. En 2009, une publication très médiatisée et scientifiquement critiquée proclamait qu'un Adapiformes vieux de 47 Ma, Darwinius masillae, montrait à la fois des traits de simiens et d'Adapiformes, ce qui en faisait une forme transitionnelle entre les prosimiens et les simiens. Des sources médiatiques ont surnommé à tort ce fossile le « chaînon manquant » entre les lémuriens et les êtres humains.

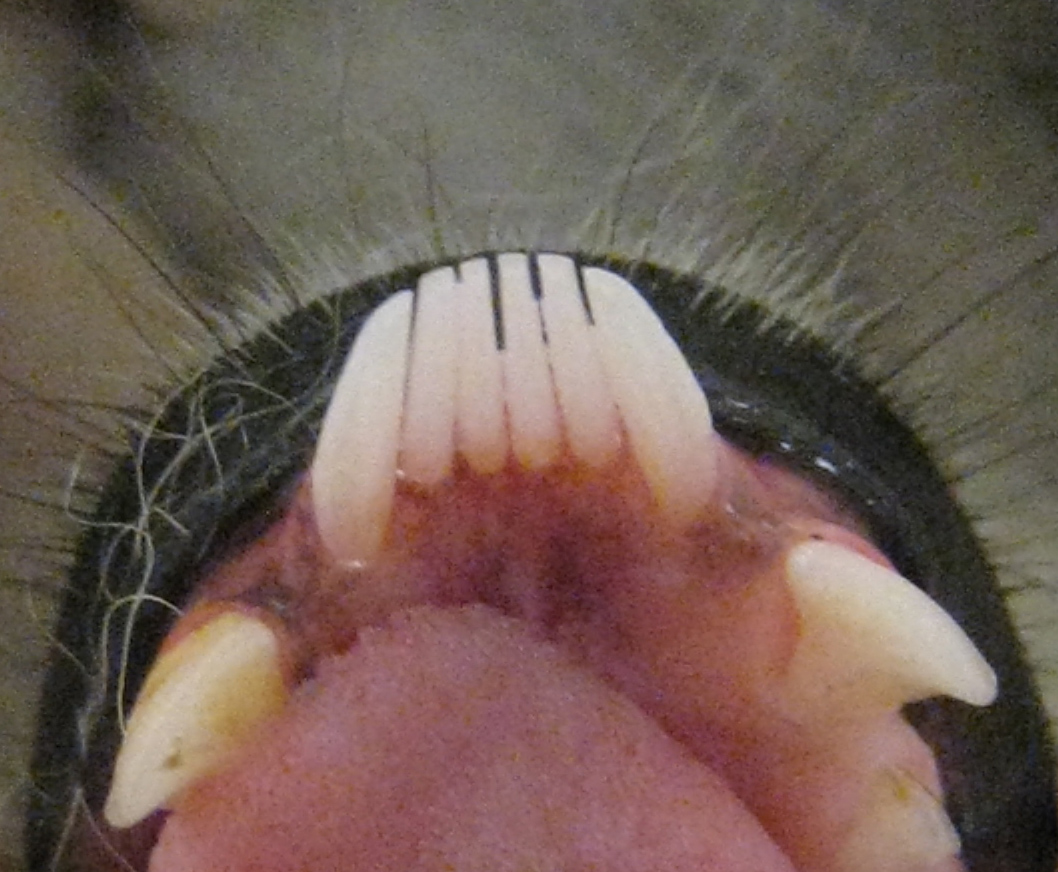
Les preuves fossiles de l'évolution d'un peigne dentaire, un trait partagé par les lémuriformes et leurs plus proches parents, les lorisiformes, pèsent lourdement sur l'histoire évolutive des strepsirrhiniens et la colonisation de Madagascar par les lémurs.

Au début du XXIe siècle, les spécialistes tendent à considérer que les lémuriens sont apparus au cours de l'Éocène (il y a 37 à 55 Ma),, mais des tests moléculaires suggèrent qu'ils sont apparus avant, au Paléocène (il y a 65 à 56 Ma) ou même plus tôt. Jusqu'au début des années 2000, ils pensaient que les lémuriens descendaient directement du groupe diversifié des adapiformes en raison de plusieurs traits communs du squelette postcrânien, ainsi que par leur museau long et leurs petits cerveaux. Mais si les Adapiformes avaient comme les lémuriens des bulles auditives, une caractéristique des prosimiens, ils avaient des cerveaux plus petits et des museaux plus longs que les lémuriens. Il y a aussi plusieurs autres différences morphologiques. La plus remarquable est l'absence chez les Adapiformes de synapomorphies avec les strepsirrhiniens actuels comme le peigne dentaire et peut-être la griffe de toilette retrouvée non seulement chez les strepsirrhiniens mais aussi chez les tarsiers. Contrairement aux lémuriens, les Adapiformes présentaient une symphyse mentonnière soudée (une caractéristique retrouvée chez les singes) et possédaient également quatre prémolaires, au lieu de deux ou trois.
Des études comparatives du gène du cytochrome b, qui sont fréquemment utilisées pour déterminer les relations phylogénétiques chez les mammifères en particulier au sein des familles et des genres, ont été utilisées pour montrer que les lémuriens possèdent une ascendance commune avec les lorisiformes,. Cette hypothèse est corroborée par le peigne dentaire partagé avec les strepsirrhiniens, un trait inhabituel qui est peu susceptible d'avoir évolué à deux reprises. Si les Adapiformes sont les ancêtres des strepsirrhiniens actuels, alors les premiers strepsirrhiniens auraient existé avant l'Éocène inférieur, un point de vue soutenu par les études de phylogénie moléculaire, qui montrent que les lémuriens se sont séparés des loris il y a environ 62 à 65 Ma. Ces dates furent confirmées par des tests plus poussés menés par Julie Horvath et al. en 2008. Les études moléculaires montrent également que les lémuriformes se sont diversifiés avant les lorisiformes modernes. En utilisant uniquement des gènes nucléaires, une autre étude date le clivage entre les lémuriens et les loris à 60 Ma avant le présent, la diversification des lémuriens à 50 Ma, et la colonisation de Madagascar par les lémuriens, quelque part entre ces deux époques. Toutefois, la découverte en 2003 de fossiles de lorisiformes à l'oasis du Fayoum en Égypte repousse la date de divergence des lorisiformes à l'Éocène, correspondant aux dates prévues par Yoder et Horvath,,.
Les gisements de fossiles racontent une histoire différente. Bien qu'on ne puisse pas connaître par cette méthode la date d'apparition d'un groupe taxonomique, elle permet de soulever des incohérences entre les dates obtenues par les méthodes citées plus tôt et les gisements de fossiles. Tout d'abord, les paléontologues ont fait remarquer que, si les primates sont apparus il y a plus de 65 Ma, on n'a alors jamais retrouvé de fossiles datant du premier tiers de leur histoire.  Le plus ancien strepsirrhinien connu en 2011, Djebelemur datant de l'Éocène inférieur et retrouvé dans le Djebel Chambi de Tunisie, n'a pas de peigne dentaire complètement différencié. Sur la base de fossiles et d'autres tests génétiques, une estimation plus prudente ferait commencer la divergence entre les lémuriens et les loris à environ 50 à 55 Ma avant nos jours.
Pour compliquer ce casse-tête, aucun fossile terrestre datant de l'Éocène ou du Paléocène n'a été retrouvé à Madagascar,, et les gisements d'Afrique et d'Asie de cette époque sont à peine meilleurs. À Madagascar, les gisements de fossiles découverts sont limités à seulement cinq périodes, les événements qui couvrent la période qui nous occupe à savoir la plus grande partie du Cénozoïque, de 65 Ma à environ 26 000 ans sont donc inconnus. Les rares roches fossilifères de cette période existantes ont été recouvertes par des sédiments marins le long de la côte ouest. Les plus anciens fossiles de lémuriens connus à Madagascar sont en fait des subfossiles datant du Pléistocène supérieur.

### Colonisation de Madagascar
Après s'être séparée du supercontinent Gondwana, Madagascar s'est détachée de l'Afrique orientale, la source d'origine probable des premiers lémuriens, il y a environ 160 Ma, puis de l'Antarctique il y a 80 à 130 Ma. L'île a dérivé vers le sud car elle s'est séparée de l'Afrique jusqu'à ce qu'elle atteigne sa position actuelle, il y a 80 à 90 Ma. Vers cette époque, elle s'est dédoublée d'avec l'Inde, restant isolée dans l'océan Indien, séparée de l'Afrique toute proche par le canal du Mozambique,,, un profond canal d'une largeur minimale d'environ 560 km. Ces dates de séparation de Madagascar et d'apparition estimée des premiers primates excluent pour les lémuriens toute possibilité d'avoir pu être sur l'île avant que Madagascar ne s'éloigne de l'Afrique, un processus évolutif connu sous le nom de vicariance. À l'appui de cela, des fossiles de mammifères malgaches apparus au Crétacé comprennent des gondwanatheriens et d'autres groupes de mammifères qui ne peuvent pas avoir été les ancêtres des lémuriens ou d'autres mammifères endémiques présents aujourd'hui sur l'île.
Comme Madagascar était déjà isolée géographiquement au Paléocène lors de la diversification des lémuriens, il est nécessaire de trouver une explication à la colonisation de l'île par les lémuriens. Au XIXe siècle, avant la théorie de la dérive des continents, des scientifiques comme Philip Sclater, Étienne Geoffroy Saint-Hilaire et Ernst Haeckel ont suggéré que Madagascar et l'Inde faisaient partie d'un même continent — nommé Lémurie par Sclater — qui aurait ensuite disparu dans l'océan Indien,. Au début du XXe siècle, la théorie de la dispersion océanique apparut comme la plus courante pour expliquer l'apparition des lémuriens sur l'île,,. La première idée a pris forme au début des années 1900, quand le paléontologue William Diller Matthew publia son article très remarqué Climate and Evolution (« Le climat et l'évolution ») en 1915. Dans cet article, Matthew ne pouvait expliquer la présence de lémuriens à Madagascar que par une « dispersion par radeau ». Dans les années 1940, le paléontologue américain George Gaylord Simpson a inventé le terme « sweepstakes dispersal » (« dispersion par loterie ») pour parler de tels événements peu probables.
Lorsque la théorie de la tectonique des plaques se développa, celle de la dispersion océanique est tombée en disgrâce et de nombreux chercheurs estimaient déjà « miraculeux » que de tels faits aient pu se produire. Malgré sa faible probabilité de succès, la dispersion par l'océan reste l'explication la plus acceptée pour de nombreuses colonisations de Madagascar par des vertébrés, notamment celle des lémuriens,. Bien que le fait soit très aléatoire, il peut arriver que, sur de longues périodes de temps, des animaux terrestres puissent migrer sur un tapis de végétation flottante enchevêtrée, voire arriver jusqu'à la mer emmenés par les eaux des grands fleuves,,.
Une longue traversée de l'océan sans eau douce ni nourriture paraît difficile pour un grand animal à sang chaud (« homéotherme ») comme un mammifère, mais aujourd'hui nombre d'espèces de petits lémuriens comme les microcèbes sont hétérothermes, ce qui leur permet d'abaisser leur métabolisme et d'entrer en dormance et vivre sur leurs réserves de graisse. Une telle caractéristique chez un petit lémurien aurait facilité sa traversée de l'océan et pourrait avoir été transmise à ses descendants. Cependant, ce caractère n'a pas été observé chez les lorisiformes qui leur sont étroitement apparentés et ce caractère aurait pu se développer une fois sur Madagascar, en réponse aux rudes conditions de vie de l'île.
Seuls cinq ordres de mammifères terrestres sont parvenus sur cette île, chacun ayant probablement dérivé d'un seul épisode de colonisation,. Ces colonisations datant soit du début du Cénozoïque, soit du début du Miocène, les conditions de la dispersion océanique vers Madagascar semblent avoir été meilleures au cours de ces deux périodes dans le passé. Un rapport publié en janvier 2010 appuie cette hypothèse en démontrant que Madagascar et l'Afrique étaient situées à 1 650 km au sud de leurs positions actuelles il y a environ 60 Ma, la plaçant dans un gyre océanique différent avec une inversion du sens des courants qui circulent actuellement de Madagascar vers l'Afrique. Des chercheurs ont même montré que les courants étaient plus forts qu'ils ne le sont aujourd'hui, raccourcissant le temps de traversée en radeau à environ 30 jours ou moins, ce qui rend le passage beaucoup plus facile pour un petit mammifère. Au fil du temps, lorsque les plaques continentales ont dérivé vers le nord, les courants ont progressivement changé de sens, et sur 20 Ma la fenêtre sur la dispersion océanique s'est refermée.
Depuis les années 1970, l'hypothèse du radeau a été remise en cause par le fait que la famille de lémuriens des Cheirogaleidae pourrait être plus étroitement apparentée à d'autres strepsirrhiniens afro-asiatiques qu'au reste des lémuriens. Cette idée a été d'abord fondée sur des similitudes dans le comportement et la morphologie des molaires, mais elle a aussi obtenu le soutien de la découverte en 2001 au Pakistan d'un nouveau genre vieux de 30 Ma, Bugtilemur, et en 2003 la découverte du genre Karanisia vieux de 40 Ma en Égypte. Karanisia est le plus ancien fossile découvert possédant un peigne dentaire, tandis que Bugtilemur semble non seulement avoir eu un peigne, mais aussi des molaires très semblables à celles de Cheirogaleus, un lémurien nain. Si ces relations entre ces groupes sont avérées, l'âge de ces fossiles aurait des répercussions sur les explications de la colonisation animale de Madagascar, nécessitant deux évènements distincts. Si l'on suit le principe de parcimonie, étant donné les preuves génétiques et l'absence de primates à peignes dentaires chez les fossiles des sites européens, la meilleure explication serait que les strepsirrhiniens auraient évolué sur la masse continentale afro-arabe, seraient passés sur Madagascar et plus récemment de l'Afrique vers l'Asie. En 2006, la présence et la structure générale du peigne dentaire de Bugtilemur ont été remises en question, ainsi que de nombreuses autres caractéristiques dentaires, suggérant qu'il est très probablement un adapiforme.
Une autre sorte de dispersion océanique envisagée était celle effectuée d'île en île, où les ancêtres des lémuriens auraient pu aller à Madagascar par petites étapes en colonisant tour à tour des monts sous-marins émergés pendant les périodes de bas niveau océanique,. Cependant, cela est improbable car les seuls monts sous-marins de la région se trouvent le long de la ride de Davie et ne sont pas assez hauts pour avoir pu émerger. Même si les îles Comores sont bien plus grandes et situées entre l'Afrique et Madagascar, elles sont beaucoup trop jeunes, ayant été formées par l'activité volcanique de la zone il y a seulement près de 8 Ma. On a proposé également l'existence d'un pont terrestre entre Madagascar et l'Afrique mais un tel pont aurait facilité la migration d'un nombre beaucoup plus grand de sortes de mammifères de type africain que celles qu'on trouve de façon endémique sur l'île. En outre, de profondes vallées sous-marines séparent Madagascar du continent et, avant l'Oligocène, le niveau des mers était sensiblement plus élevé qu'aujourd'hui.
Malgré cela, une variante de l'hypothèse du pont terrestre permet de mieux expliquer à la fois la façon dont un tel pont aurait pu se former, et comment les autres ordres de mammifères auraient pu ne pas le passer. Les études géologiques ont montré que, à la suite de la collision de l'Inde et de l'Asie, la zone de fracture de la ride de Davie a été poussée vers le haut par les forces tectoniques, peut-être suffisamment pour créer un pont terrestre. En effet, des échantillons prélevés le long de la zone de fracture suggèrent qu'au moins certaines parties du canal du Mozambique ont émergé il y a de cela 45 à 26 Ma, ou peut-être même il y a 55 Ma. À la suite de cette collision, le type de faille change, passant d'une faille de décrochement à une faille normale et l'expansion des fonds océaniques crée une zone de compression le long de la fracture et cette zone se soulève. Au début du Miocène, les mouvements du rift est-africain amènent de nouvelles tensions le long de la faille, l'obligeant à disparaître sous l'océan. En concordance avec ces hypothèses, les dates de début d'évolution de presque tous les mammifères malgaches se situent à cette période. L'évolution propre ou l'arrivée en Afrique des singes du Vieux Monde, des canidés et des félins ne commencera que plus tard, toujours au Miocène. Pourtant, en 2005, les dernières méthodes de datation de divergence des clades de mammifères malgaches font tomber ces origines en dehors de cette fenêtre d'un possible pont terrestre, et impliquent qu'un plus grand nombre d'espèces de mammifères aurait dû arriver à Madagascar si un tel pont avait existé au cours de cette période.
Le début de la datation de la colonisation de Madagascar par les lémuriens est controversé pour les mêmes raisons que celle de l'évolution des strepsirrhiniens. Par utilisation de tests moléculaires, la colonisation de l'île a été estimée entre 62 et 65 Ma avant aujourd'hui sur la base de la séparation entre l'aye-aye et le reste des lémuriens. D'autre part, l'étude des rares fossiles et les estimations basées sur les gènes nucléaires donnent une estimation de cette date vers 40 à 52 Ma avant le présent. De plus, un strepsirrhinien fossile d'Afrique, Plesiopithecus, suggèrerait que le aye-aye et les autres lémurs auraient divergé en Afrique, ce qui impliquerait deux évènements distincts de colonisation,.
Une fois en sécurité à Madagascar, avec sa population réduite de mammifères, les lémuriens ont été débarrassés de la concurrence croissante des nouveaux mammifères arboricoles. L'évolution des singes a commencé à l'Oligocène et leur intelligence, leur agressivité et leur ruse leur ont probablement donné l'avantage sur les primates Adapiformes diurnes d'Afrique et d'Asie, les conduisant à l'extinction, ne laissant que les lorisiformes nocturnes,.

### Diversification
Les premiers lémuriens à avoir colonisé Madagascar devaient être de petits animaux nocturnes. Plus précisément, un chercheur affirme qu'ils avaient l'anatomie crânienne des Adapiformes — en particulier les foramina du crâne et l'oreille moyenne —, comparable à celle des lemuridés, tout en ressemblant aux cheirogaleidés par leur dentition et le reste de leur squelette.
On n'a aucune certitude sur la biogéographie de l'île au moment de sa colonisation par les lémuriens, cependant, le climat de l'époque peut avoir été influencé par les faits que Madagascar se trouvait au-dessous de la zone de hautes pressions de l'hémisphère sud située vers 30 ° de latitude sud et que l'Inde dérivait vers le nord. Les deux faits auraient eu pour conséquence un effet d'aridité sur Madagascar et les fourrés épineux que l'on trouve actuellement dans le sud et le sud-ouest de Madagascar auraient été la végétation dominante sur l'île. Il en aurait résulté, entre le Crétacé et l’Éocène, une forte pression sélective sur les habitants de l'île pour la résistance à la sécheresse. Lorsque Madagascar a quitté la zone de hautes pressions et l'Inde s'est rapprochée de l'Asie, le climat est devenu moins sec et les fourrés épineux ont reculé vers le sud et le sud-ouest,
Les lémuriens se sont depuis considérablement diversifiés, à commencer par l'aye-aye et les espèces apparentées aujourd'hui disparues, dont on pense généralement qu'elles ont divergé peu après la colonisation de Madagascar par les lémuriens. Selon des études moléculaires, il y a eu ensuite deux épisodes majeurs dans leur diversification, à partir de laquelle toutes les lignées familiales actuelles et disparues ont émergé. Les familles se sont diversifiées au cours d'une période s'étalant de 10 à 12 Ma BP, entre l'Éocène supérieur (il y a 42 Ma) et l'Oligocène (il y a 30 Ma),. Ces dates coïncident avec la Grande coupure Éocène-Oligocène, au cours de laquelle il y a eu un refroidissement du climat et des changements des courants océaniques qui ont modifié les conditions météorologiques,. En dehors de Madagascar, ces dates coïncident également avec la diversification des lorisiformes et des cinq clades majeurs des écureuils, tous occupant des niches écologiques similaires à celles des lémuriens. Les dates ne suggèrent pas qu'une prédation accrue ait conduit à la divergence des familles animales puisque les premiers carnivores ne sont arrivés sur l'île il n'y a qu'entre 24 et 18 Ma.
Le second épisode majeur de diversification s'est produit au cours du Miocène supérieur, il y a environ 8 à 12 Ma, notamment pour Eulemur et Microcebus,. Cet événement a coïncidé avec le début de la mousson sur Madagascar, le dernier changement climatique majeur ayant affecté Madagascar. Pour ces deux genres, on pensait que les populations avaient divergé l'une de l'autre en raison de la fragmentation de leur habitat provoquée par l'arrivée de l'homme sur l'île il y a à peu près 2 000 ans. Mais la recherche moléculaire a plus récemment commencé à montrer un éclatement plus ancien de ces genres. Le plus surprenant est que les seconds forment peut-être un complexe d'espèces cryptiques c'est-à-dire des espèces différentes qu'on ne peut distinguer les unes des autres en se fondant uniquement sur l'apparence. En revanche, les lémuriens vrais, du genre Eulemur, sont plus faciles à distinguer entre eux et présentent un dimorphisme sexuel. Les études de caryotype, de génétique moléculaire et des modèles biogéographiques ont également aidé à la compréhension de leur phylogénie et de leur diversification. Bien que la date de divergence de ces deux genres soit imprécise, elle semble correspondre au changement d'un climat devenant plus humide sur Madagascar, ces nouvelles conditions météorologiques générant des moussons susceptibles d'avoir influencé la vie végétale,.
Les différences de divergences évolutives entre ces deux genres peuvent s'expliquer par des différences dans leurs modes de vie. Les vrais lémuriens sont des animaux diurnes, ce qui permet de distinguer leurs partenaires sexuels ainsi que d'autres espèces apparentées visuellement. Les microcèbes pour leur part, sont des animaux nocturnes, ce qui réduit leur capacité à utiliser des signaux visuels pour le choix du conjoint. Au lieu de cela, ils utilisent des signaux olfactifs et auditifs. C'est peut-être pour cette raison que les deux genres ont évolué différemment.

## Distribution et diversité
Depuis leur arrivée sur Madagascar, les lémuriens se sont diversifiés tant dans leur comportement que dans leur morphologie. Leur diversité rivalise avec celle des singes du reste du monde, en particulier si l'on tient compte des espèces de lémuriens récemment éteintes. D'un poids allant de 30 g pour le Microcèbe de Mme Berthe (Microcebus berthae), le plus petit primate du monde, jusqu'aux 160 à 200 kg d'Archaeoindris fontoynonti, une espèce aujourd'hui disparue, les lémuriens ont évolué vers diverses formes de locomotion, différents niveaux de complexité sociale et des adaptations particulières aux conditions climatiques locales. Jusqu'à récemment, ils occupaient les nombreuses niches écologiques normalement tenues par des singes, des écureuils, des pics et des grands ongulés terrestres,. En plus de l'incroyable diversité entre familles de lémuriens, il y a également eu une grande diversification parmi les familles étroitement apparentées. Pourtant, malgré la séparation par des barrières géographiques ou par différenciation de niche en cas de sympatrie, des hybridations existent dans la nature. La diversification des lémuriens a aussi créé des espèces généralistes, comme les lémurs vrais du Nord de Madagascar qui sont capables de s'adapter à la plupart des milieux que l'on trouve dans les forêts de l'île.

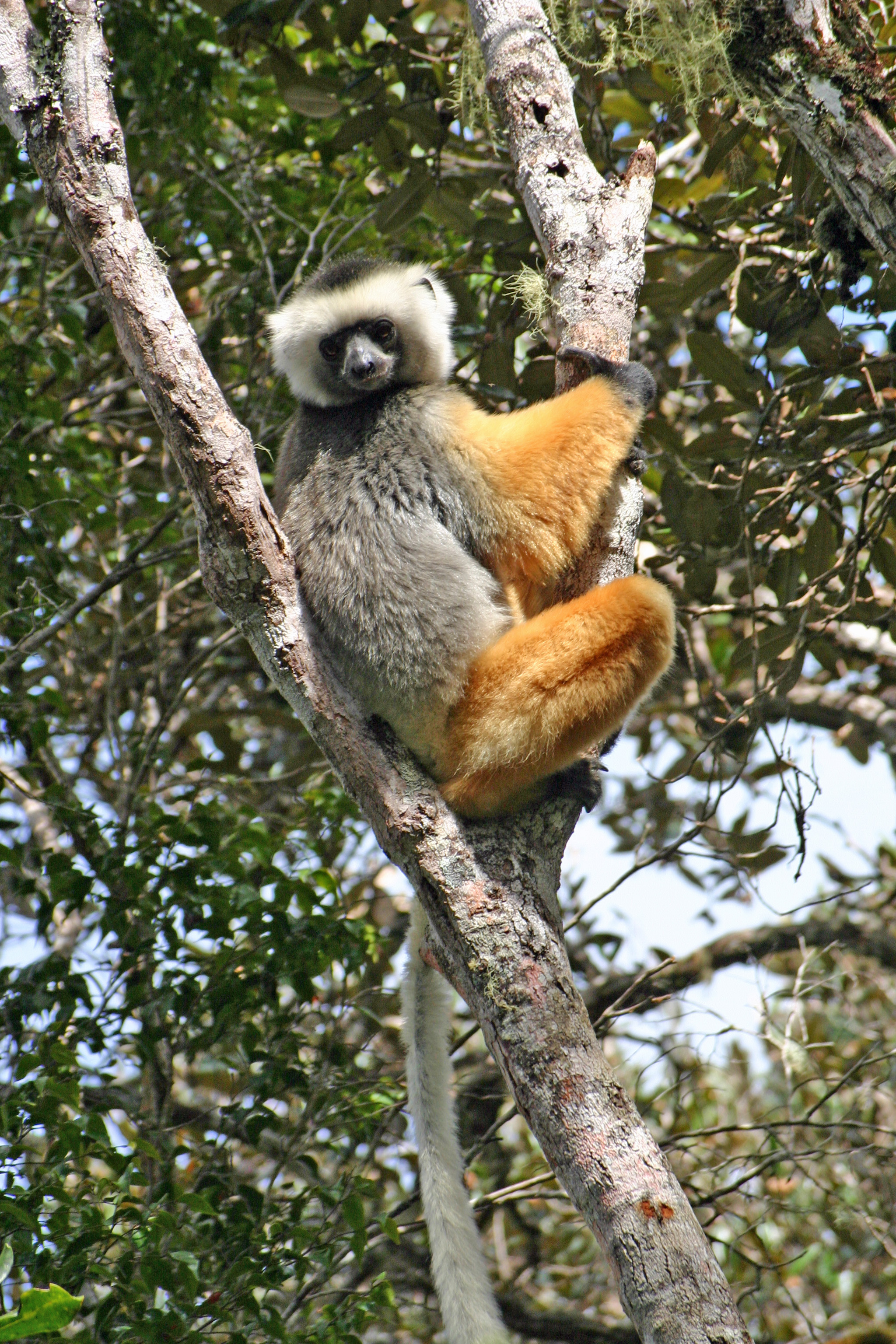
Le Propithèque à diadèmes (Propithecus diadema) est un des plus grands lémuriens actuels, d'une taille comparable à celle des Indriidae. Il vit dans les forêts humides de Madagascar et a une alimentation variée en feuilles et en fruits.

La plupart des 99 taxons de lémuriens vivants ne se trouvent que sur Madagascar. On peut trouver également deux espèces, le Lémur fauve (Eulemur fulvus) et le Lémur mangouste (Eulemur mongoz), dans l'archipel des Comores, mais il semble que ces espèces aient été introduites dans ces îles du nord-ouest de Madagascar par l'homme au cours des cent dernières années,. Les études moléculaires sur Eulemur fulvus fulvus (de Madagascar) et E. f. mayottensis (des Comores) et sur les Lémurs mangoustes comoriens et malgaches ont appuyé cette hypothèse en montrant qu'il n'existait pas de différences génétiques entre les deux populations. Parce que tous les lémuriens, y compris ces deux espèces de lémuriens bruns, sont indigènes à Madagascar, ils sont considérés comme endémiques à l'île.
Autrefois, les lémuriens occupaient toute l'île malgré une grande variété d'habitats, comme les forêts sèches à feuilles caduques, les forêts de plaine, les forêts épineuses, les forêts sub-humides, les forêts de nuage et la mangrove. Aujourd'hui, leur aire de répartition collective est limitée à 10 % de l'île, soit environ 60 000 km2. La plupart des forêts et des lémuriens actuels se trouvent à la périphérie de l'île. Le centre de l'île, les Hautes Terres, a été transformé par les premiers colons en rizières et prairies par le biais de brûlis, connus localement sous le nom de tavy. L'érosion appauvrissant le sol au fur et à mesure que la forêt repoussait et était brûlée, la forêt a progressivement disparu. Aujourd'hui, la diversité végétale augmente avec les précipitations, depuis les forêts sèches du sud jusqu'aux forêts humides du nord et la forêt tropicale le long de la côte est. Cette augmentation d'espèces végétales s'accompagne d'une augmentation de la diversité de la faune et notamment de la diversité et de la complexité des communautés de lémuriens.
Ayant dû évoluer dans l'environnement difficile que représente Madagascar, île regorgeant de sols pauvres, à la végétation pauvre et saisonnière connaissant des changements extrêmes de production et sujette aux événements climatiques dévastateurs tels que des sécheresses prolongées et des cyclones annuels, les lémuriens ont au fil du temps acquis des combinaisons uniques de caractéristiques pour survivre, les distinguant nettement des autres primates. En réponse à des ressources limitées et saisonnières, ils ont développé un stockage saisonnier de graisses, l'hypométabolisme (comme la léthargie et l'hivernation chez certains Cheirogaleidae), la vie en groupes de petite taille, une faible encéphalisation (taille relative du cerveau réduite), un mode de vie cathéméral (activité de jour comme de nuit) et/ou des saisons de reproduction strictes,. Accessoirement, ces ressources extrêmement limitées et cette reproduction saisonnière sont considérées comme à l'origine de trois autres traits relativement courants chez les lémuriens : le rôle dominant de la femelle, le monomorphisme sexuel (absence de différence de taille entre les sexes) et une compétition mâle-mâle pour s'accoupler permettant un agonisme relativement limité, comme celui lié à la compétition spermatique.

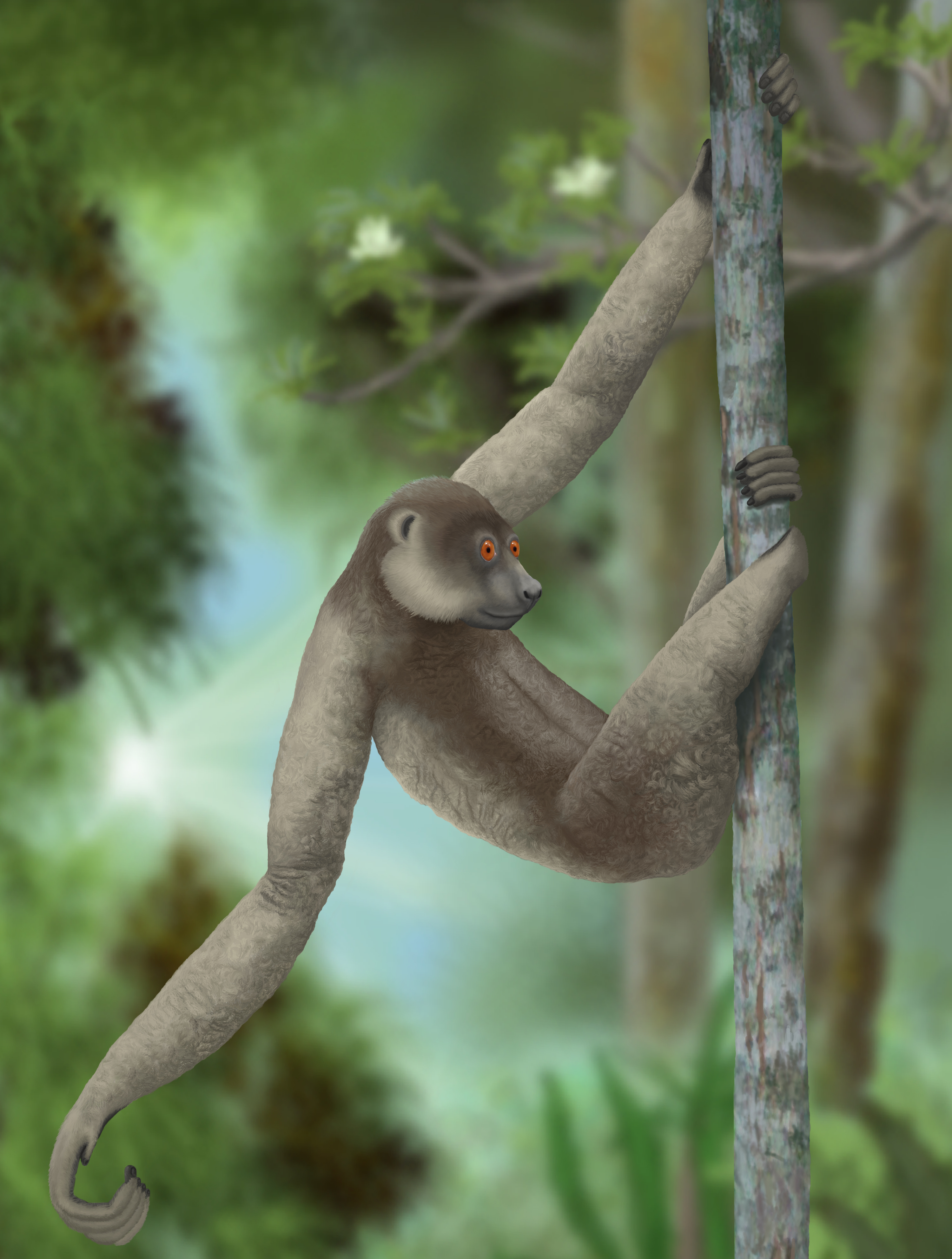
Reconstitution d'un Palaeopropithecus ingens, un lémurien disparu il y a moins de mille ans.

L'arrivée de l'homme sur l'île il y a 1 500 à 2 000 ans a eu des répercussions importantes, non seulement sur la taille des populations de lémuriens, mais aussi sur leur diversité. En raison de la destruction de leurs habitats et de la chasse, au moins 17 espèces et 8 genres ont disparu et les populations de toutes les espèces ont diminué,. Deux espèces que l'on croyait disparues ont été retrouvées depuis. Le Chirogale à oreilles velues (Allocebus trichotis) n'était connu que par cinq spécimens décédés, quatre recueillis à la fin du XIXe siècle et un en 1965. Il a été redécouvert en 1989 et a depuis été identifié dans cinq parcs nationaux, mais il reste très rare dans son aire de répartition. De même pour le Grand Hapalémur (Prolemur simus), qu'on pensait éteint vers la fin des années 1970 et dont on a retrouvé une population près du parc national de Ranomafana à la fin des années 1980. Autrefois, il avait une aire de répartition beaucoup plus large géographiquement, comme en témoignent les restes subfossiles, mais il demeure aujourd'hui l'un des 25 primates les plus menacés au monde,,,. Un morphe distinct (peut-être une espèce ou une sous-espèce) de sifaka, n'a pas eu cette chance, après avoir disparu de toutes les localités connues. Sauf changement de tendance, les extinctions vont continuer.
Jusqu'à récemment, on trouvait des espèces de lémuriens géants à Madagascar mais ils ne sont désormais représentés que par des restes récents ou des subfossiles. Ces animaux étaient des formes modernes de lémuriens et illustrent la riche diversité née de l'isolement parmi ces primates. Ils comptaient des adaptations différentes de celles observées chez les lémuriens actuels. Les lémuriens de chacun des 17 genres récemment éteints étaient plus grands que les actuels, certains pesant jusqu'à 200 kg, et on pense qu'ils ont été actifs au cours de la journée. Non seulement ils étaient différents des lémuriens actuels en taille et en apparence mais occupaient de plus des niches écologiques qui n'existent plus ou ont été laissées vides. Une grande partie de Madagascar, qui est maintenant dépourvue de forêts et de lémuriens, a accueilli diverses communautés de primates représentant plus de 20 espèces couvrant la gamme complète de tailles de lémuriens.